# Парвіз Бруманд Шаріф
Парвіз Бруманд Шаріф (перс. پرویز برومند شریف, нар. 11 вересня 1972, Тегеран) — іранський футболіст, що грав на позиції воротаря.
Виступав, зокрема, за клуб «Естеглал», а також національну збірну Ірану: у складі якої був учасником чемпіонату світу 1998 року.

## Клубна кар'єра
У дорослому футболі дебютував 1993 року виступами за команду клубу «Сепахан», в якій провів один сезон. 
Згодом з 1994 по 1998 рік грав у складі команд клубів «Фадрж Сепах», «Фадрж Сепасі» та «Естеглал Ахваз».
Своєю грою за останню команду привернув увагу представників тренерського штабу клубу «Естеглал», до складу якого приєднався 1998 року. Відіграв за тегеранську команду наступні шість сезонів своєї ігрової кар'єри.
З 2004 року захищав кольори команди «Рах Ахан», за три роки, у 2007, вирішив завершити ігрову кар'єру.
Утім згодом, в сезоні 2012/13 повертався на футбольне поле, був гравцем столичного друголігового клубу «Парсех».

## Виступи за збірну
1998 року дебютував в офіційних матчах у складі національної збірної Ірану.
У складі збірної поїхав на чемпіонат світу 1998 року до Франції, де утім, був резервним голкіпером і на поле не виходив. За два роки, на тогорічному кубку Азії в Лівані, вже був основним воротарем іранців, захищав їх ворота в усіх чотирьох іграх турніру.
Загалом протягом кар'єри у національній команді, яка тривала 4 роки, провів у формі головної команди країни 19 матчів.